# Aleksy Sieradzki
Aleksy Sieradzki (ur. 16 października 1902 w Busku-Zdroju, zm. 13 listopada 1985 w Katowicach) – polski górnik i polityk, poseł na Sejm Ustawodawczy oraz Sejm PRL II, III i IV kadencji.

## Życiorys
W 1915, po ukończeniu szkoły podstawowej, został zatrudniony jako górnik w Zagłębiu Dąbrowskim w kopalniach „Mortimer”, „Michał”, „Reden” i „Victoria” (do 1938). Uczestniczył od 1916 w manifestacjach robotniczych, bywał ranny i zwalniany z pracy za działalność polityczną – w 1923 został członkiem Organizacji Młodzieży Towarzystwa Uniwersytetu Robotniczego, a w 1924 Polskiej Partii Socjalistycznej. Pełnił funkcję sekretarza Miejskiego Komitetu PPS w Dąbrowie Górniczej oraz zasiadał w Komitecie Okręgowym partii w Katowicach, był też do 1939 sekretarzem Centralnego Związku Górników na okręg Zagłębia Dąbrowskiego. Podczas okupacji niemieckiej był poszukiwany przez gestapo, w związku z czym opuścił Zagłębie Dąbrowskie i działał w PPS – Wolność, Równość, Niepodległość w Krakowie i Warszawie. Uczestniczył w powstaniu warszawskim. Po II wojnie światowej organizował MK „lubelskiej” PPS w Dąbrowie Górniczej. Został też zatrudniony jako kierownik personalny w Olkuskiej Fabryce Naczyń Emaliowanych, której później został dyrektorem. Od grudnia 1946 przez dwa lata stał na czele Wojewódzkiego Komitetu PPS w Katowicach, zasiadał też w Centralnym Komitecie Wykonawczym i Radzie Naczelnej partii. W 1947 uzyskał mandat posła na Sejm Ustawodawczy z okręgu Chrzanów. W grudniu 1948 wraz z PPS przystąpił do Polskiej Zjednoczonej Partii Robotniczej. W 1949 został zatrudniony w Katowickim Zjednoczeniu Przemysłu Węglowego, gdzie był zastępcą naczelnego dyrektora, następnie dyrektorem administracyjno-finansowym, a od 1957 dyrektorem ekonomicznym. W 1956 ukończył studia wyższe na Akademii Górniczo-Hutniczej w Krakowie i uzyskał tytuł zawodowy inżyniera górnika. W latach 1956–1957 zasiadał w plenum Komitetu Wojewódzkiego i Komitetu Miejskiego PZPR. Uzyskiwał mandat posła na Sejm PRL w 1957 w okręgu Bielsko-Biała oraz w 1961 i 1965 w okręgu Rybnik. Od 1960 był pełnomocnikiem Rządu ds. Rybnickiego Okręgu Węglowego.
Pochowany na Cmentarzu Komunalnym w Katowicach przy ul. Henryka Sienkiewicza.

## Życie prywatne
Syn Pawła i Karoliny z Załęckich, pochodził z wielodzietnej rodziny robotniczej. Po raz pierwszy ożenił się w 1921 z Marianną z Nawrotów. Jego drugą żoną była Krystyna. Miał syna i córkę.

## Odznaczenia
- Order Sztandaru Pracy II klasy
- Krzyż Komandorski Orderu Odrodzenia Polski
- Krzyż Oficerski Orderu Odrodzenia Polski
- Złoty Krzyż Zasługi
- Krzyż Partyzancki
- Medal Zwycięstwa i Wolności 1945
- Medal 10-lecia Polski Ludowej (1954)[1]
- Odznaka 1000-lecia Państwa Polskiego (1966)[2]